# سوفتسك (مقاطعة كيروف)
سوفتسك، كيروف أوبلاست (بالروسية: Советск) هي إحدى مدن روسيا في الكيان الفدرالي الروسي كيروف أوبلاست.

## أعلام
- فياتشيسلاف ميخائيلوفيتش مولوتوف